# Editorial Grijalbo
Grijalbo fue una editorial mexicana y con representación también en España que actualmente pertenece al Penguin Random House.

## Trayectoria
La editorial fue fundada por Juan Grijalbo, un exiliado español en México, famoso por editar textos de ciencias sociales y filosofía política,  así como de teoría social y política, en particular textos de orientación marxista, y que logró montar sucursales por toda Latinoamérica gracias también a éxitos literarios variados, como El Padrino de Mario Puzo. En 1957 estableció también una delegación en Barcelona.
En 1974, creó el sello Ediciones Junior, S.A., dedicado a editar cómics francobelgas, como Asterix el Galo, El Teniente Blueberry, Iznogud o Valerian. Seis años después, se asoció directamente con Dargaud.
A mediados de los años 1980 y aprovechando la debacle de Editorial Bruguera, incursionó también en el mercado de los tebeos con las revistas Guai! (1986) y Yo y Yo (1987).
En 1989, la editorial fue comprada por el grupo italiano Mondadori.

## Sellos editoriales
La editorial Grijalbo tiene distintos sellos editoriales en los cuales se engloban las publicaciones.
- Areté
- Grijalbo
- Rosa dels vents
- Debate
- Junior
- Lumen
- Mondadori
- Montena
- Debolsillo